# Velká Jerjoma
Velká Jerjoma (rusky Большая Ерёма nebo Большая Ерма) je řeka v Irkutské oblasti s prameny v Evenckém rajónu v Krasnojarském kraji v Rusku. Je 411 km dlouhá. Povodí má rozlohu 13 500 km².

## Průběh toku
Pramení v bažinách a teče v hluboké dolině přes Středosibiřskou vrchovinu. Ústí zleva do Dolní Tunguzky.

## Vodní stav
Zdrojem vody jsou sněhové a dešťové srážky.